# Janine Dietrich
Janine Dietrich (* 18. Juli 1972) ist eine ehemalige deutsche Tischtennisspielerin. Sie vertrat bei der Europameisterschaft 1990 die DDR.

## Werdegang
Janine Dietrich spielte um 1988 beim Verein Rotation Berlin und dann bis 1990 mit KSV Erdgas Berlin in der DDR-Oberliga der DDR. 1992 schloss sie sich dem VfB Lübeck an, 1994 wechselte sie zum Berliner TSC (später 3B Berlin, heute Ttc berlin eastside). Die weiteren Stationen waren TSV 1990 Merseburg (Regionalliga) im Jahre 2006 und SC Eintracht Berlin seit 2010.
Janine Dietrich nahm an der Europameisterschaft 1990 für die DDR teil. Hier zeigte sich die fehlende internationale Praxis der DDR-Sportler, verursacht durch den Leistungssportbeschluss 1969. Die DDR-Damen belegten Platz 23 unter 27 teilnehmenden Teams. Auch in den Individualwettbewerben gelang Janine Dietrich kein Sieg.
Bei den Norddeutschen Meisterschaften wurde sie zweimal Erster im Doppel: 1995 mit Samanthi Wimalasuriya und 2000 mit Jessica Göbel.